# Стюарт, Колин
Ко́лин Стю́арт (англ. Colin Stuart; род. 8 июля 1982, Рочестер, Миннесота, США) — американский хоккеист, левый нападающий. Завершил игровую карьеру в 2015 году.

## Карьера

### Клубная карьера
На драфте НХЛ 2001 года Стюарт был выбран в 5-м раунде под общим 135-м номером клубом «Атланта Трэшерз». В 2004 году он отправился в фарм-клуб «Атланты» в АХЛ «Чикаго Вулвз», а также сыграл пять игр в ECHL за команду «Гвинетт Гладиэйторз». В 2007 году, после проведённых двух сезонов за «Вулвз», Стюарт провёл свой дебютный матч в НХЛ. В сезоне 2007/08 Колин отыграл 18 игр и забил 3 гола. В конце сезона он вернулся в «Чикаго» и вместе с командой выиграл «Кубок Колдера».
1 июля 2009 года Стюарт вместе с Гарнетом Экселби был отдан в «Торонто Мэйпл Лифс» в обмен на Павла Кубину и Тима Стэплтона. Затем, 27 июля 2009 года, он был отправлен в «Калгари Флеймз» в ходе сделки, которая отправила Уэйна Примо в «Торонто».
7 июля 2011 года Стюарт подписал контракт с «Баффало Сейбрз» на один год. Большую часть сезона он провёл в команде АХЛ «Рочестер Американс», в составе которых Колин в 51 игре набрал 32 (13+19) очка.
Сезон 2012/13 Стюарт впервые в карьере провёл в Европе. 18 сентября 2012 года он подписал контракт с клубом Немецкой хоккейной лиги «Изерлон Рустерс».

### Международная карьера
В составе сборной США Стюарт принимал участие в чемпионате мира 2009 года. Американцы заняли четвёртое место, уступив в матче со сборной Швеции — 2:4. Стюарт провёл 4 матча на турнире, но очков за результативность не набрал.

## Семья
Брат — Стюарт, Марк, защитник клуба «Адлер Мангейм».

## Статистика
| Легенда | Легенда                    | Легенда | Легенда                   | Легенда | Легенда    |
| ------- | -------------------------- | ------- | ------------------------- | ------- | ---------- |
| И       | Количество проведённых игр | Штр     | Штрафное время            | +/−     | Плюс-минус |
| Г       | Голы                       | П       | Голевые передачи          | О       | Очки       |
| -       | Статистика неизвестна      | —       | Статистика не учитывалась |         |            |

## Достижения
Командные
| Год  | Команда      | Достижение               | Достижение |
| ---- | ------------ | ------------------------ | ---------- |
| 2008 | Чикаго Вулвз | Обладатель Кубка Колдера |            |